# Julianów (gmina Błędów)
Julianów – wieś sołecka w Polsce położona w województwie mazowieckim, w powiecie grójeckim, w gminie Błędów.
W latach 1975–1998 miejscowość należała administracyjnie do województwa radomskiego.